# Amerikansk styltlöpare
Amerikansk styltlöpare (Himantopus mexicanus) är en fågel i familjen skärfläckor inom ordningen vadarfåglar.

## Kännetecken

### Utseende
Amerikansk styltlöpare är liksom alla styltlöpare en gracil vadarfågel med lång hals, litet huvud, tunn och rak näbb samt framför allt mycket långa, rosa ben; styltlöpare har näst efter flamingor fågelvärldens längsta ben i förhållande till kroppsstorleken. Den är mycket lik styltlöparen med vit undersida, svart ovansida, skära ben och svart näbb. Denna art har dock svart även i nacken och på huvudsidorna. Könen är relativt lika, men honan är mer brun på manteln och skapularer. Även ungfågeln är brun ovan, med vita spetsar på armpennor och inre handpennor. Kroppsstorleken är 35-35,5 cm.

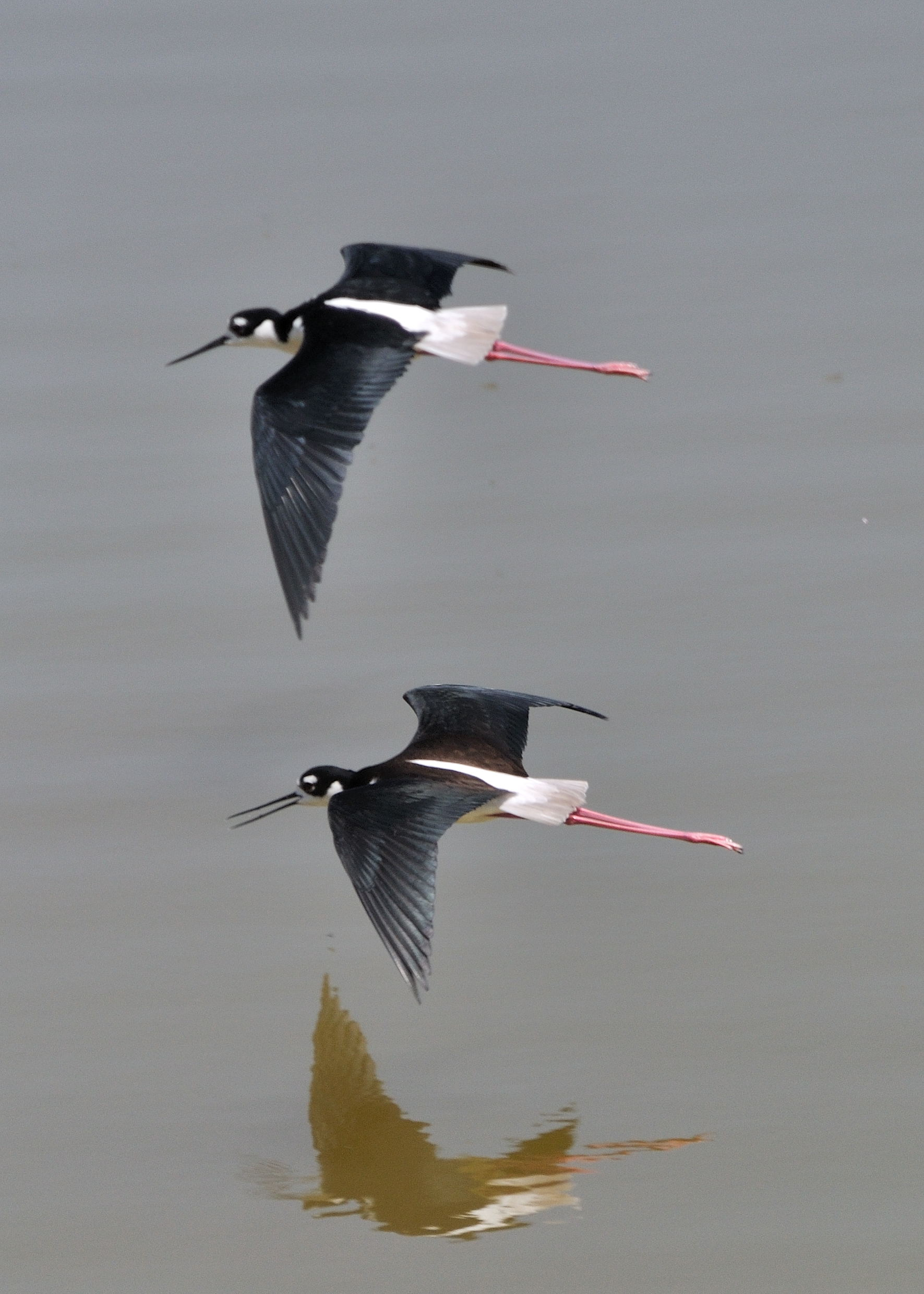
I flykten

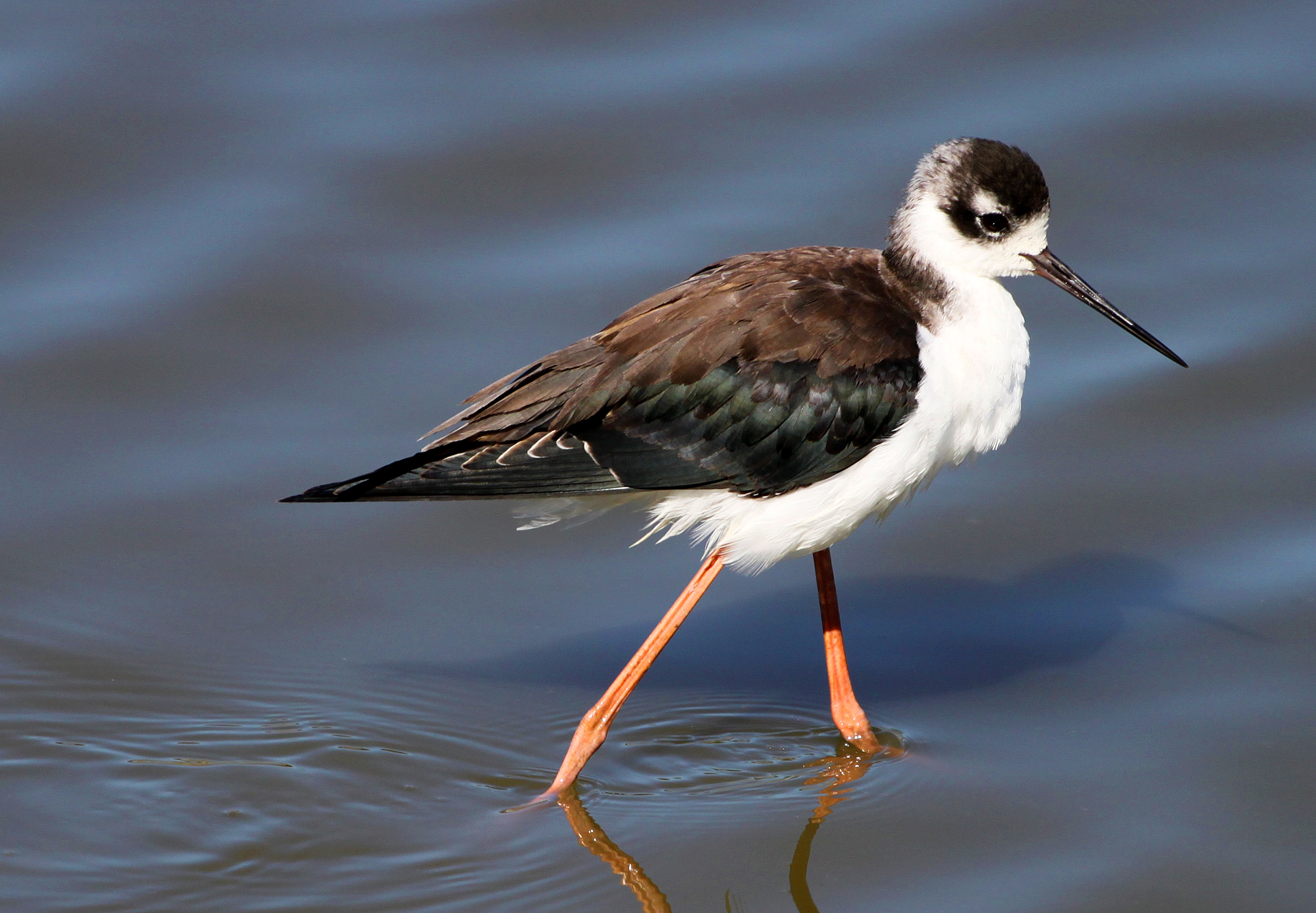
Juvenil

Populationerna skiljer sig något åt. I Hawaiiöarna har den något längre ben och näbb, mer svart på panna och halssidor och en liten vit fläck bakom ögat. Sydamerikanska fåglar (melanurus) är större med vit hjässa och ett vitt band tvärs över nedre delen av nacken.

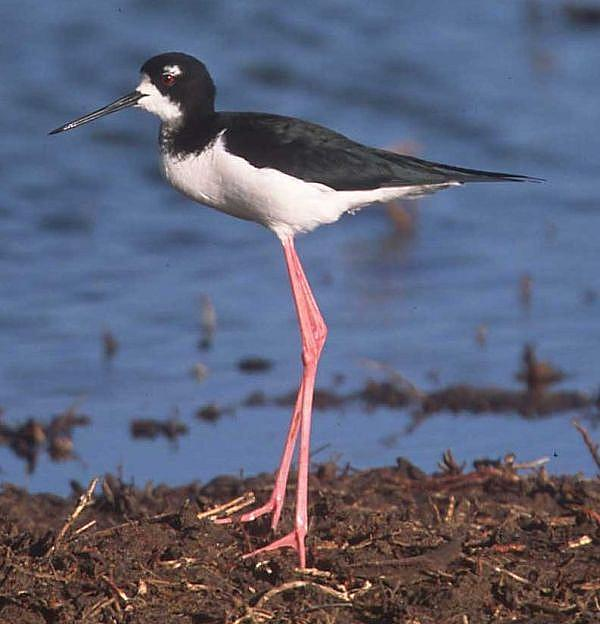
Underarten knudseni i Hawaiiöarna.

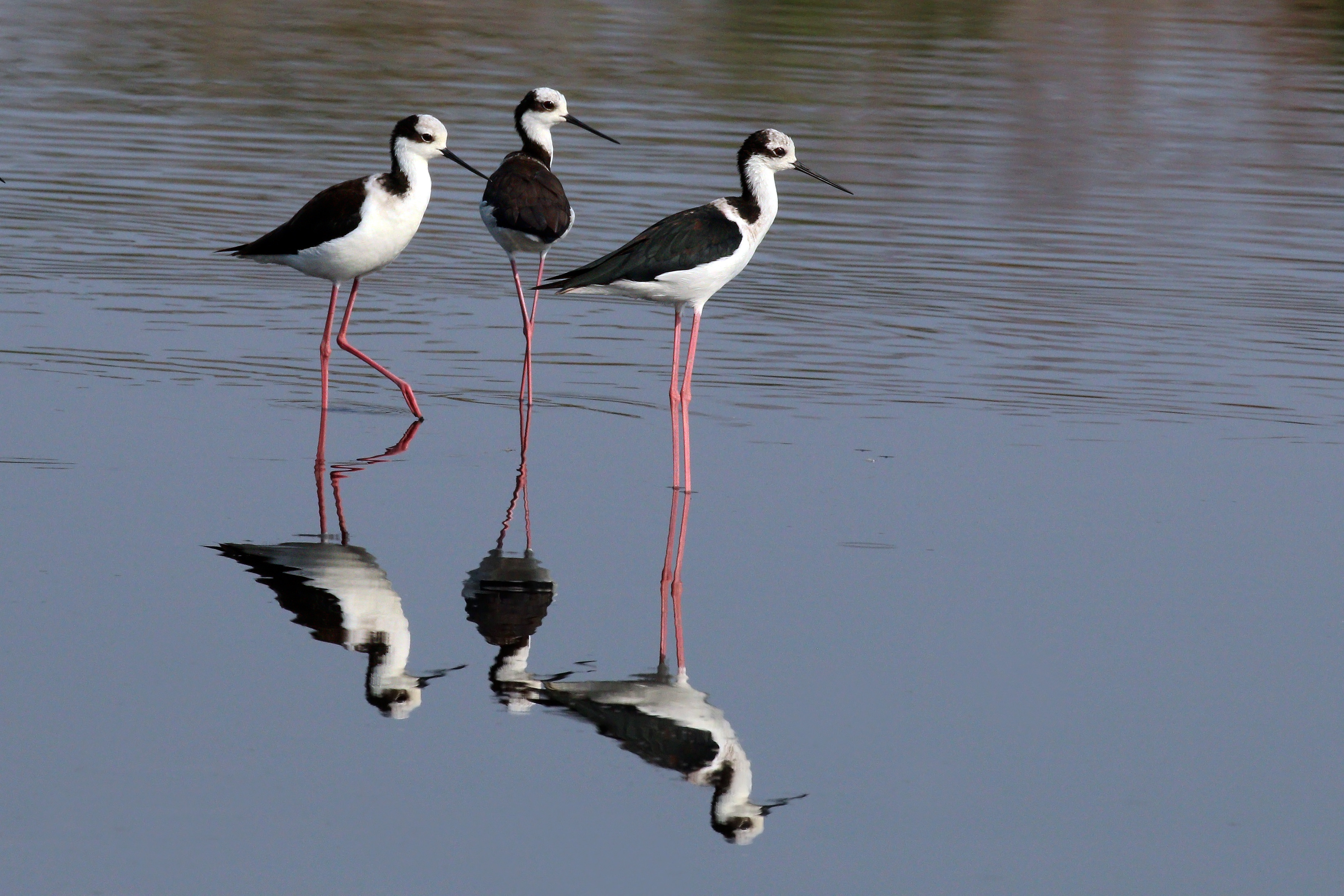
Sydamerikanska melanurus.

### Läten
De flesta läten är vassa och rätt ljusa: "yap", "keek" eller liknande. De dubbleras ofta eller ges i längre serier som varningsläten.

## Utbredning och systematik
Amerikansk styltlöpare delas in i tre underarter med följande utbredning:
- Himantopus mexicanus mexicanus – häckar från västra och södra USA till östra Ecuador, sydvästra Peru och nordöstra Brasilien. Övervintrar så långt söderut som Västindien.
- Himantopus mexicanus knudseni – förekommer i Hawaiiöarna
- Himantopus mexicanus melanurus – förekommer från norra Chile och östra centrala Peru till sydöstra Brasilien och centrala Argentina.

Fågeln har även etablerat en frilevande population i Japan.

### Artstatus
Systematiken kring arten är omdiskuterad. Vissa behandlar amerikansk styltlöpare tillsammans med australisk styltlöpare som en del av styltlöparen (Himantopus himantopus).

## Levnadssätt
Amerikansk styltlöpare bebor grunda våtmarker med rätt begränsad växtlighet, som saliner, översvämmade områden kring floder, grunda laguner, mangroveträsk och tidvattensslätter. Den ses även i av människan skapade våtmarker, till exempel risfält och vattenreningsdammar. När den inte vilar eller putsar sig tillbringar fågeln tiden med att vada på grunt vatten och plocka ryggradslösa djur, små kräftdjur, groddjur, sniglar och småfisk. Ibland kan den ses skumma ytan med näbben i sidled likt skärfläckor.

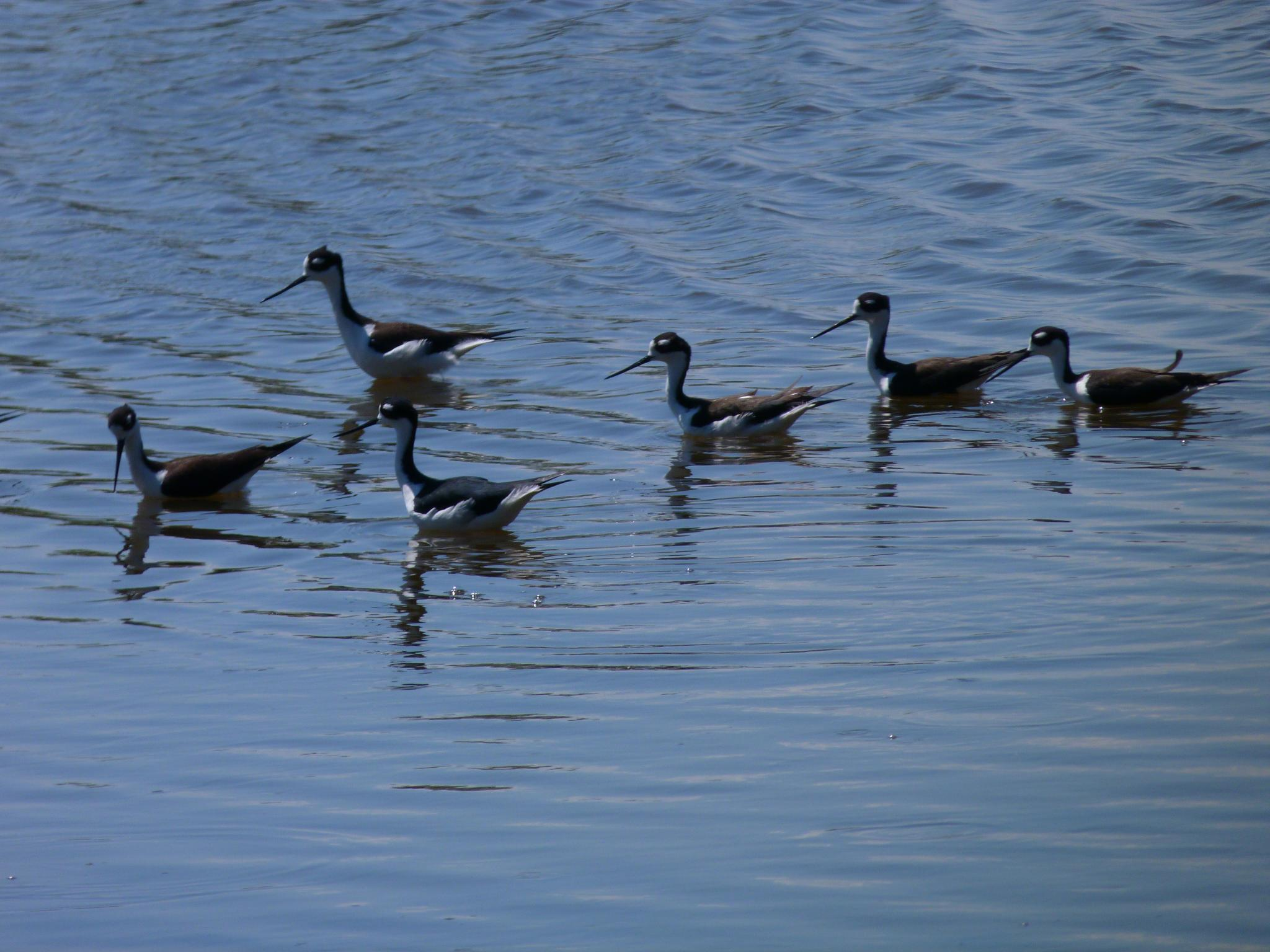
Födosökande på djupare vatten.

### Häckning
Amerikansk styltlöpare häckar på marken, på ytor precis ovan vattenlinjen som små öar, växttovor eller ibland till och med mattor med flytande alger. Den lägger två till fem ägg som ruvas i 24-29 dagar. Liksom hos alla vadare lämnar ungarna boet inom bara några timmar efter kläckning.

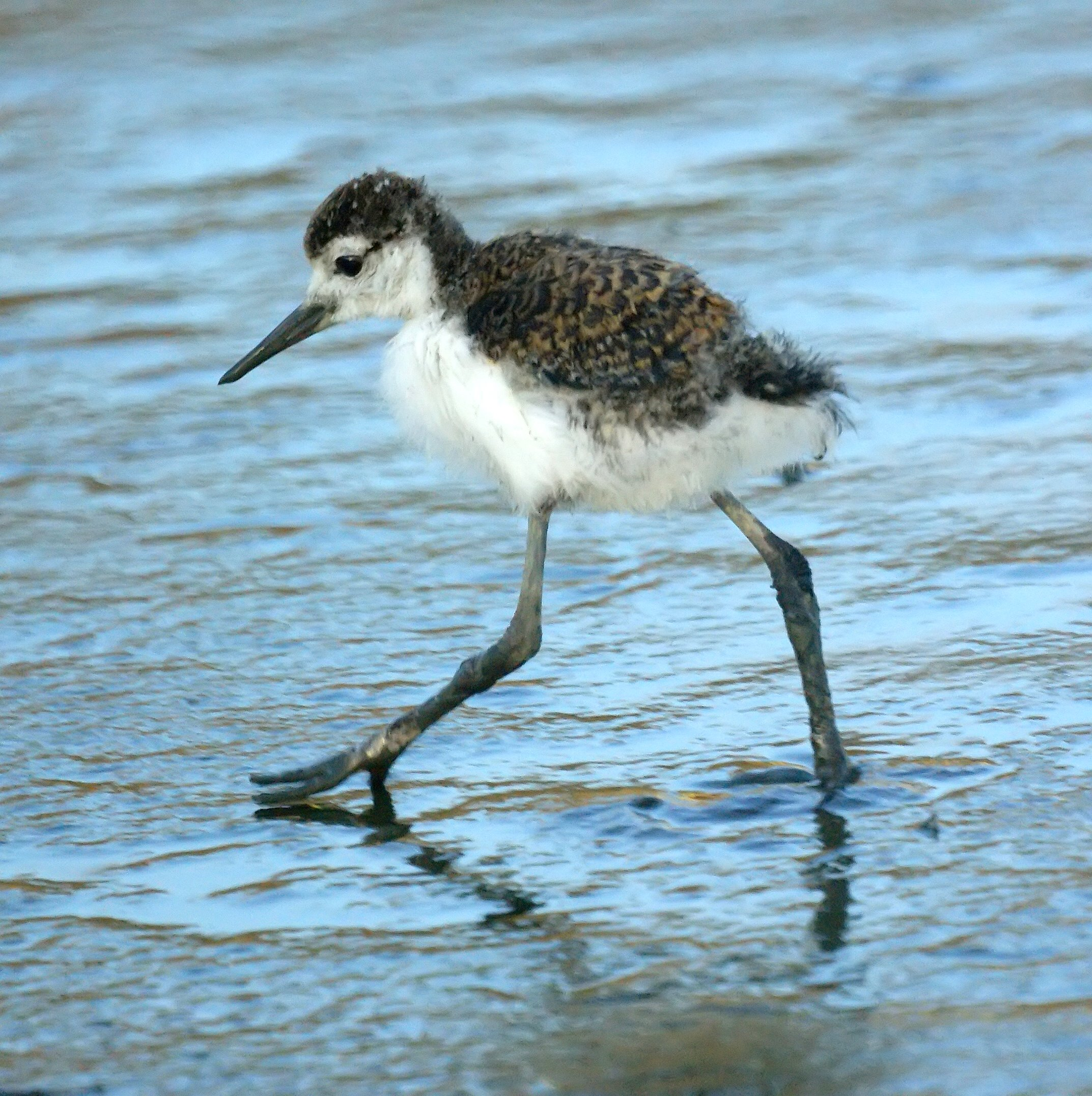
Dununge.

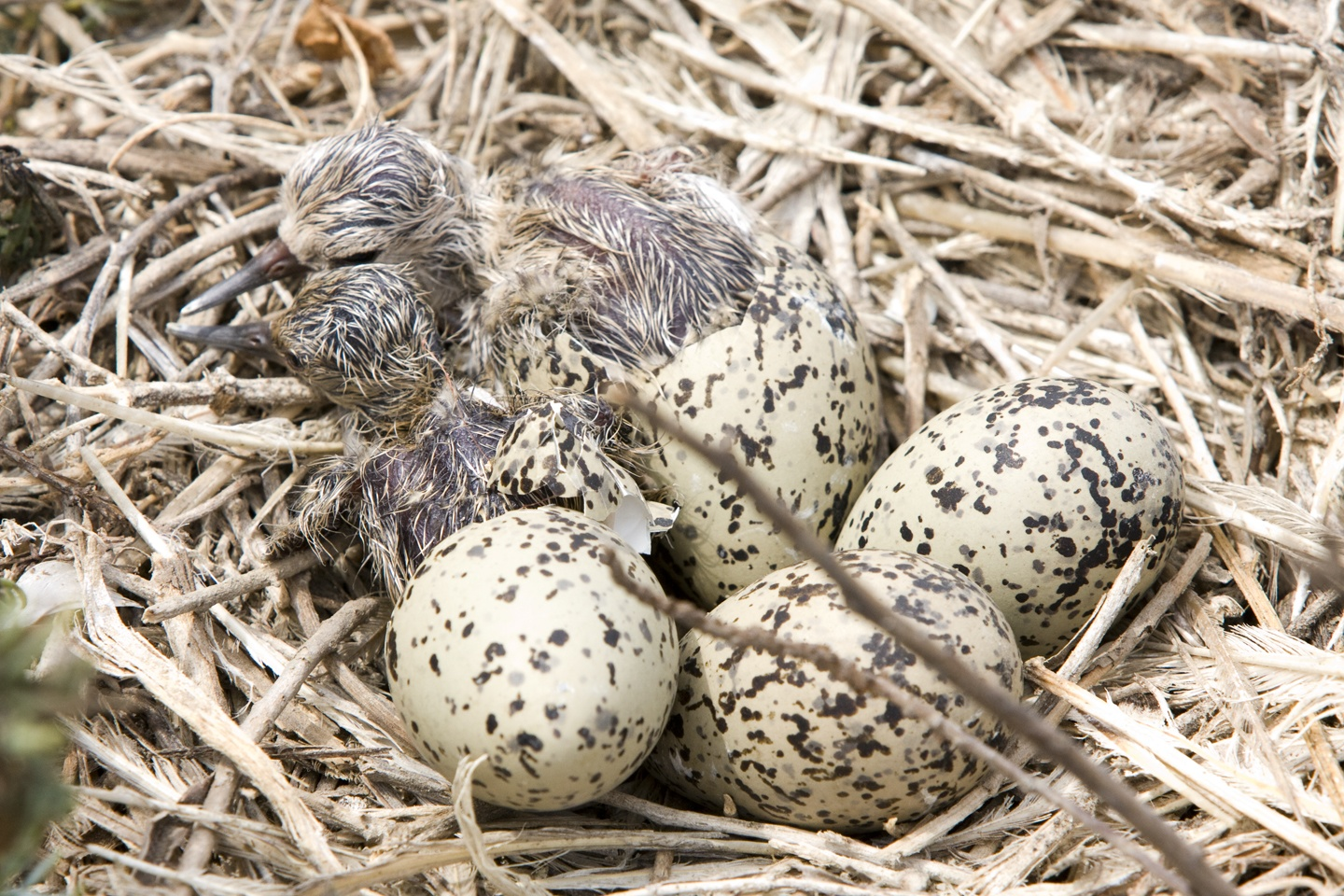
Nykläckta i rede med ägg.

## Status
Internationella naturvårdsunionen IUCN erkänner den inte som god art, varför dess hotstatus inte bedömts. I Nordamerika anses den ha en stabil populationsutveckling de senaste 50 åren. Världspopulationen uppskattas till 900 000 häckande individer. Populationen i Hawaiiöarna (knudseni) betraktad dock som hotad; trots att den ökat i antal de senaste 30 åren finns endast 2000 häckande individer.